# Meteorus oviedoi
Meteorus oviedoi är en stekelart som beskrevs av Shaw och Nishida 2005. Meteorus oviedoi ingår i släktet Meteorus och familjen bracksteklar. Inga underarter finns listade i Catalogue of Life.